# Aécio Neves
Este nombre sigue la onomástica brasileña: el apellido paterno es da Cunha y el apellido materno es Neves.
Aécio Neves da Cunha (Belo Horizonte, Minas Gerais, 10 de marzo de 1960) es un político y economista brasileño, miembro del Partido de la Social Democracia Brasileña (PSDB). Fue el decimoséptimo gobernador de Minas Gerais del 1 de enero de 2003 al 31 de marzo de 2010, y fue senador por el mismo estado en 2011. Estudió Economía en la Pontifícia Universidade Católica de Minas Gerais. Es nieto del expresidente Tancredo Neves. En 1987, comenzó su primer cuatrienio como diputado federal por estado de Minas Gerais. Ocupó este cargo durante cuatro periodos entre 1987 y 2002. Presidió la Cámara de Diputados en el bienio 2001-2002. Fue candidato de su partido para la presidencia de Brasil en las elecciones de 2014, que perdió en el balotaje ante la candidata-presidenta Dilma Rousseff.
Desde el 1 de febrero de 2019 se desempeña como Diputado federal por el estado de Minas Gerais, tras haber sido senador en el período parlamentario anterior.

## Biografía

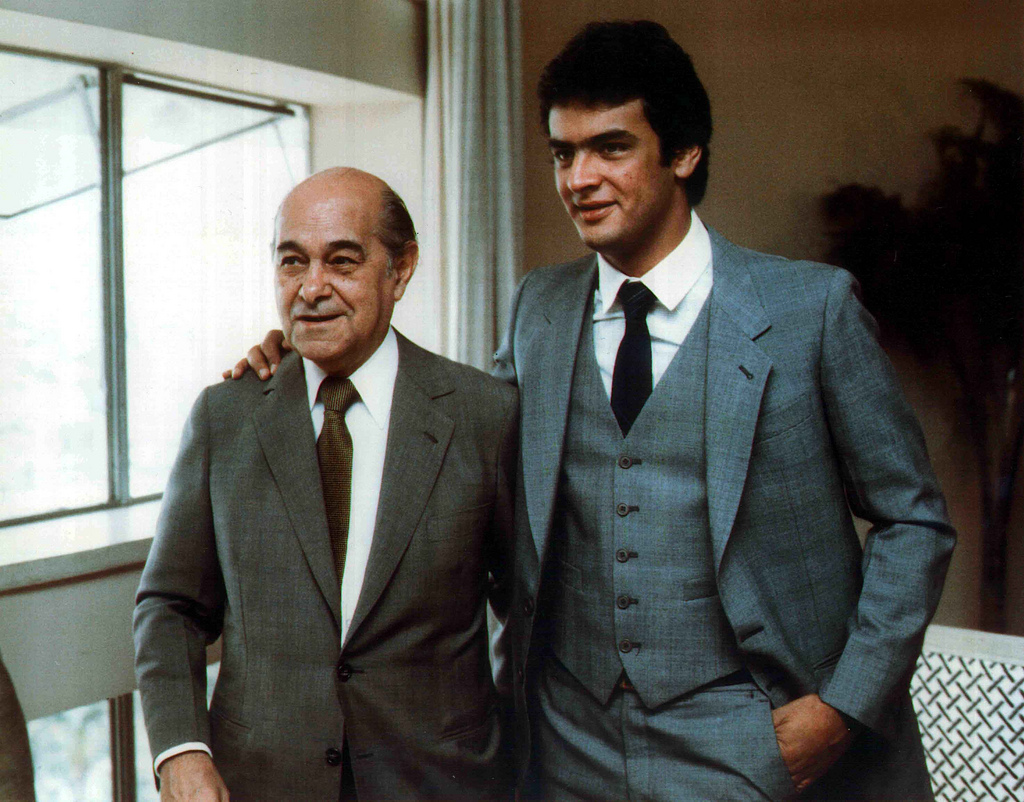
Aécio con su abuelo Tancredo Neves.

Es hijo de Aécio da Cunha, político, y de Inês María Neves. Viene de una familia de políticos tradicionales, entre ellos su abuelo materno, Tancredo Neves.
Su familia se trasladó a Río de Janeiro cuando él tenía diez años de edad. Tuvo su primera experiencia profesional en el Consejo Administrativo de Defensa Económica (CADE) del Ministerio de Justicia de esa ciudad. Estudió Economía en la Pontificia Universidad Católica de Minas Gerais.

### Primeros años
En 1981, se unió a la campaña de su abuelo Tancredo Neves en Belo Horizonte, adonde se trasladó desde Río. Allí, continuó sus estudios y participó de mítines políticos de la mano de su mentor. Su abuelo fue elegido gobernador y en 1983, Neves da Cunha pasó a ser su secretario privado. En los años siguientes, participó en el movimiento Directas Ya y en la campaña de su abuelo a la Presidencia de Brasil.
En 1985, aquel ganó las elecciones para Presidente, obteniendo 480 votos en el colegiado electoral. En una gira con él, Neves visitó Europa y Norteamérica, donde conoció a Ronald Reagan, François Mitterrand, Sandro Pertini, Juan Carlos de Borbón y Juan Pablo II. Se esperaba que fuera el Secretario de Temas Especiales de la Presidencia de la República luego de la investidura del nuevo Presidente, pero su abuelo falleció el 21 de abril.
Él y los demás seleccionados para el Gabinete de Gobierno renunciaron a sus puestos, para que el nuevo presidente, José Sarney, compusiera su Gobierno. Sarney lo nombró director de la Caixa Econômica Federal.

### Diputado federal
Neves representó el estado de Minas Gerais en la Cámara de Diputados durante cuatro mandatos. En 1986, compitió por la Asamblea Nacional Constituyente por el PMDB y fue elegido con 236.019 votos. En la Asamblea Constituyente, fue vicepresidente de la Comisión de Soberanía y de Derechos y Garantías del Hombre y de la Mujer y propuso la enmienda que establece el derecho de voto a partir de los 16 años.
En 1990, fue reelegido diputado federal con 42.412 votos. En su segundo mandato, participó en la campaña de Mário Covas (PSDB) para la Presidencia y fue provocero del PSDB en la Cámara. En 1990, Fernando Collor de Melo fue elegido presidente de la República. Dos años más tarde Collor enfrentó un juicio político y votó por su destitución.
En 1992, compitió por la Alcaldía de Belo Horizonte, pero fue derrotado. 
En 1994, fue reelegido como diputado federal con 105.385 votos, siendo el cuarto candidato más votado en el estado. En su tercer período, de 1995 a 1999, fue elegido presidente del PSDB en el estado de Minas Gerais. En 1995, asumió la Presidencia de la facción estatal de su partido. En el Congreso, fue tercer secretario de la Cámara . En 1997, se convirtió en el vocero del partido en esa entidad. En las elecciones de 1998, fue el diputado del PSDB más votado en el estado y en el país.
En las elecciones de 1998, obtuvo 185.050 votos. Ese año, dejó la presidencia del PSDB de Minas Gerais. En 2001, fue elegido presidente de la Cámara, que ocupó del 14 de febrero de 2001 al 17 de diciembre de 2002. Como presidente, Neves coordinó la votación final acerca de la inmunidad parlamentaria a delitos comunes, el establecimiento del Código de Ética y Decoro, y el Comité de Ética. También permitió la consulta de los procesos legislativos por medio de internet para que la población tuviera mejor acceso a esa información e instituyó el ombudsman parlamentario.

### Gobernador de Minas Gerais

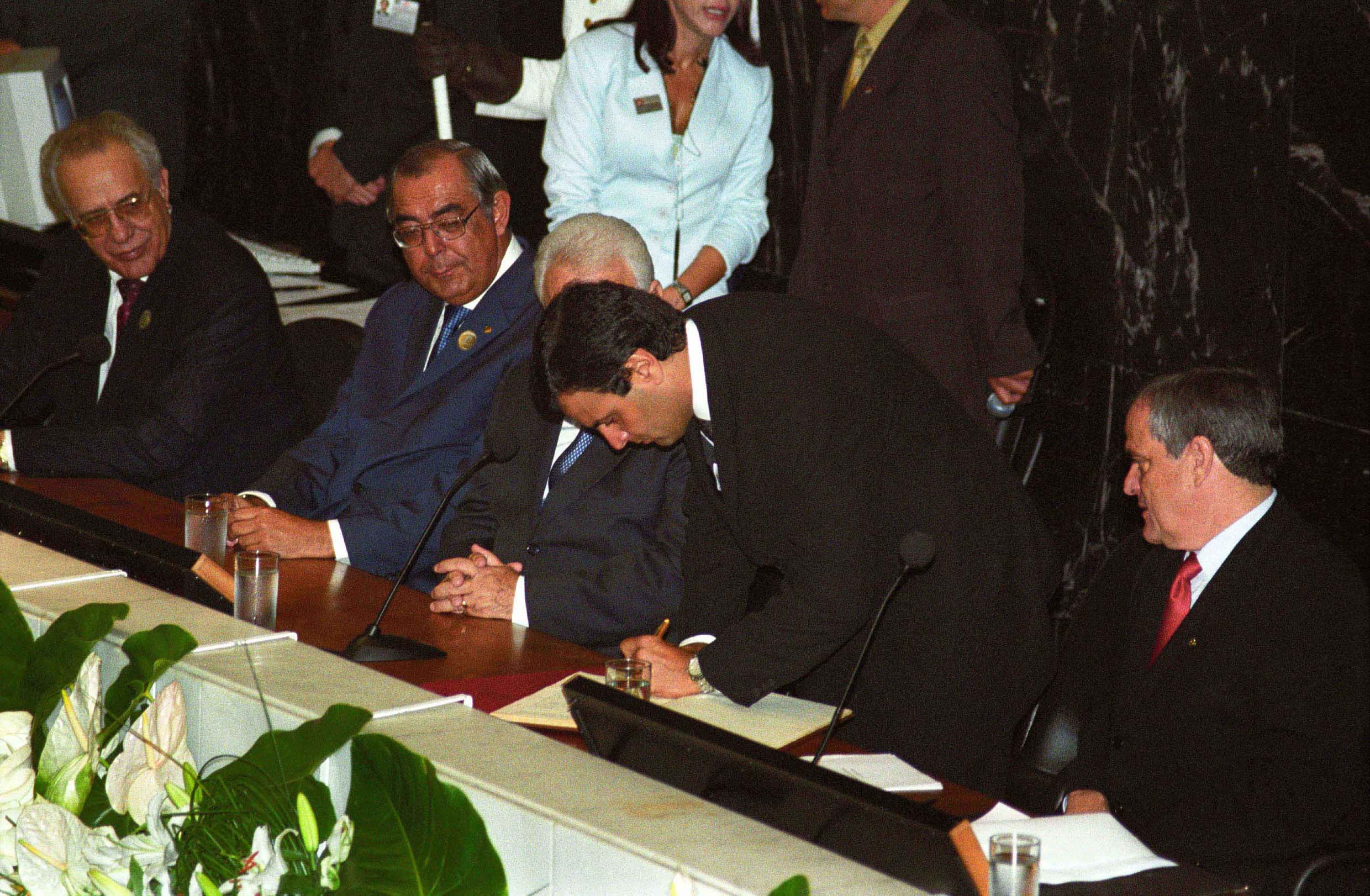
Posesión de Neves como gobernador de Minas Gerais en enero de 2003.

Ocupó el cargo de gobernador de Minas Gerais desde el 1 de enero de 2003 hasta el hasta el 31 de marzo de 2010, tras ser reelegido en 2006. Fue el gobernador a permanecer por más tiempo en el Palacio de la Libertad.
Uno de los puntos principales de su gobierno fue llamado el "choque de gestión", un programa para mejorar la calidad y reducir los costos de los servicios públicos.
En el ámbito de la educación extendió la enseñanza a los niños de seis años, uno más que en la escuela primaria de la red pública. En 2005 se creó el programa para estudiantes en tiempo completo y el proyecto Escola Viva, destinado a las escuelas en las zonas urbanas.
Durante su mandato el arquitecto Oscar Niemeyer desarrolló la Ciudad Administrativa Tancredo Neves, sede del Gobierno de Minas Gerais. Se inauguró el 4 de marzo de 2010. Tras el cambio de las secretarías de Estado a la Ciudad Administrativa, las construcciones históricas de la Praça da Liberdade fueron restaurados y ahora forman parte del Circuito Cultural Plaza de la Libertad. 
En el ámbito social, lanzó el Proyecto de Combate a la Pobreza Rural (PCPR) financiado con 70 millones de dólares del Banco Mundial, dividido en dos cuotas iguales, y el programa de Ahorros para Jóvenes fue lanzado en marzo del 2007.
En seguridad pública, durante su gobierno 2003 se desarrolló el Programa de Control de Homicidio Fica Vivo, que permitió bajar las tasas de homicidios en algunos municipios. Se hizo un gran énfasis en aumentar el número de efectivos de seguridad, que en Minas Gerais pasó de 49.400 en 2003 a 60.832 hombres en 2009.
En salud pública, su gobierno desarrolló el programa Pro-Hosp en 108 municipios del estado y la Rede Viva Vida, para reducir la mortalidad infantil y materna en Minas Gerais, al que se le atribuye una disminución en la mortalidad infantil de un 17%.
En el sector de transporte, desarrolló el Programa de Pavimentación y Acceso por Carretera, que se inició en 2004.
El Proacesso recibió R$ 840 millones en recursos de la Tesorería del Estado, de un total de R$ 2,8 billones. De los tramos autorizados, 80 han sido concluidos en 2007 y 48 ya tenían sus obras iniciadas en 2008.

### Senador

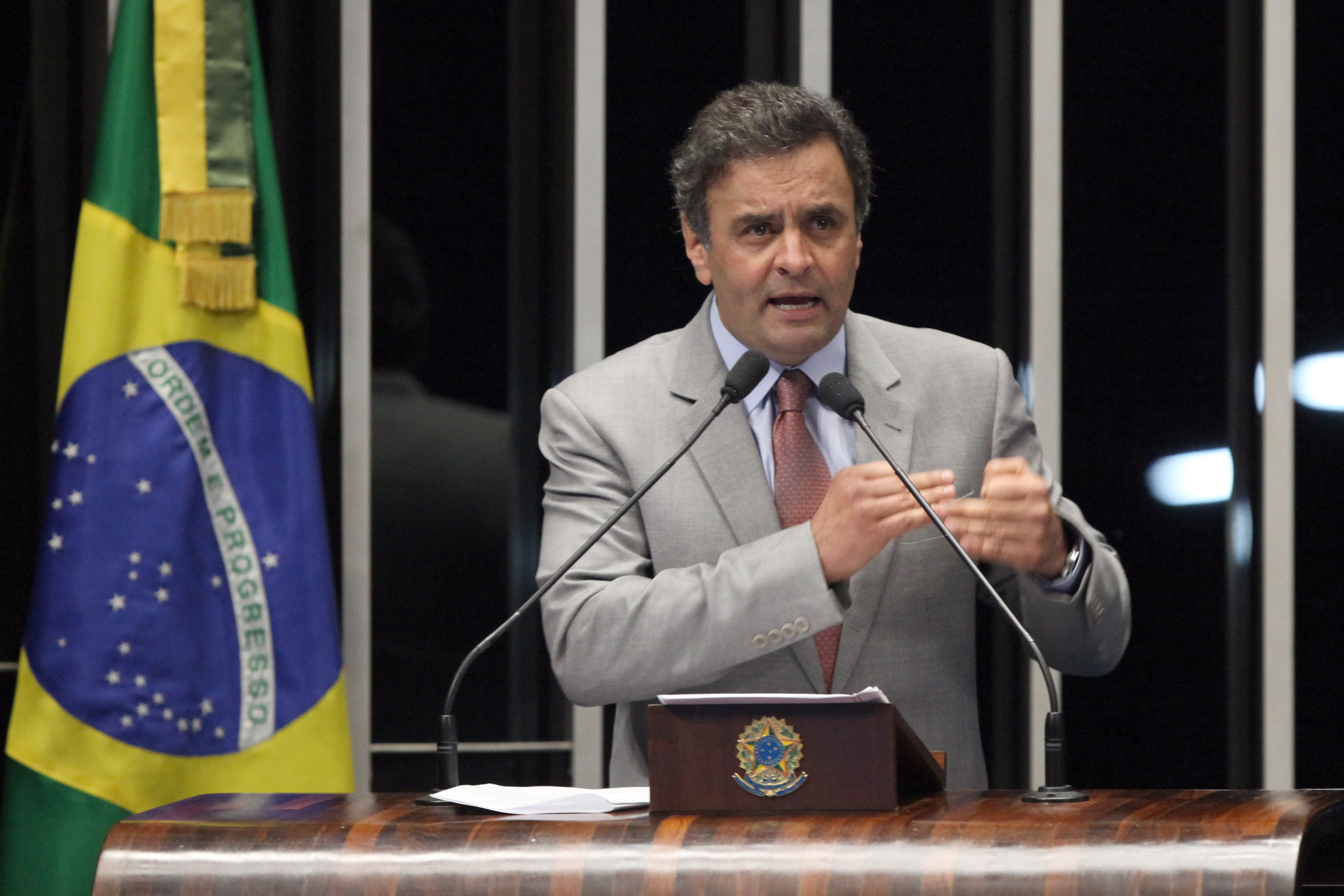
Neves en junio de 2013.

El 31 de marzo de 2010, renunció al cargo de gobernador para competir por un escaño del Senado. Fue elegido senador el 3 de octubre del mismo año con más de 7 millones de votos (39,47%). Fue el sexto senador más votado de 2010 a escala nacional y logró elegir a su candidato, Antonio Anastasia, para el gobierno de Minas Gerais.
En el Senado Federal, fue miembro de las comisiones de Reforma Política, Constitución, Justicia y Ciudadanía, y ha participado de la Comisión de Asuntos Económicos.
En su primer año como senador, presentó el proyecto de ley 717, que plantea la exención de impuestos a las empresas de saneamiento. Contribuyó con el lanzamiento del frente parlamentario para la adopción, que busca movilizar a la sociedad y los poderes públicos en favor de las políticas y acciones para fomentar la adopción de niños y adolescentes en Brasil.
En 2011 propuso la Ley 698, que fue aprobada y hace obligatoria la transferencia mínima por parte de la Unión del 70 % de los recursos del Fondo Nacional de Seguridad Pública (FNSP) y del Fondo Nacional de Penitenciaria (Funpen) a los estados y el Distrito Federal. Es a su vez el autor de la propuesta de enmienda a la Constitución, que obliga al Gobierno Federal a compensar cualquier pérdida de ingresos sufrido por estados y municipios debido a exenciones fiscales de tributos con ingresos compartidos. Por lo tanto, el gobierno puede seguir promoviendo exenciones, pero no cortar ingresos de los estados y municipios sin su consentimiento.
Como senador, participó en las discusiones acerca de la renegociación de las deudas de los estados con el Gobierno Federal. Otra propuesta (PLS N.º 697, 2011) en la educación, establece que el empleador que pagare cursos a los empleados, tendrá el derecho a un descuento en el impuesto sobre la renta de persona jurídica.
A finales de octubre de 2013, presentó un proyecto de ley para transformar el Programa Bolsa-Familia en una política de Estado.

### Campaña presidencial de 2010

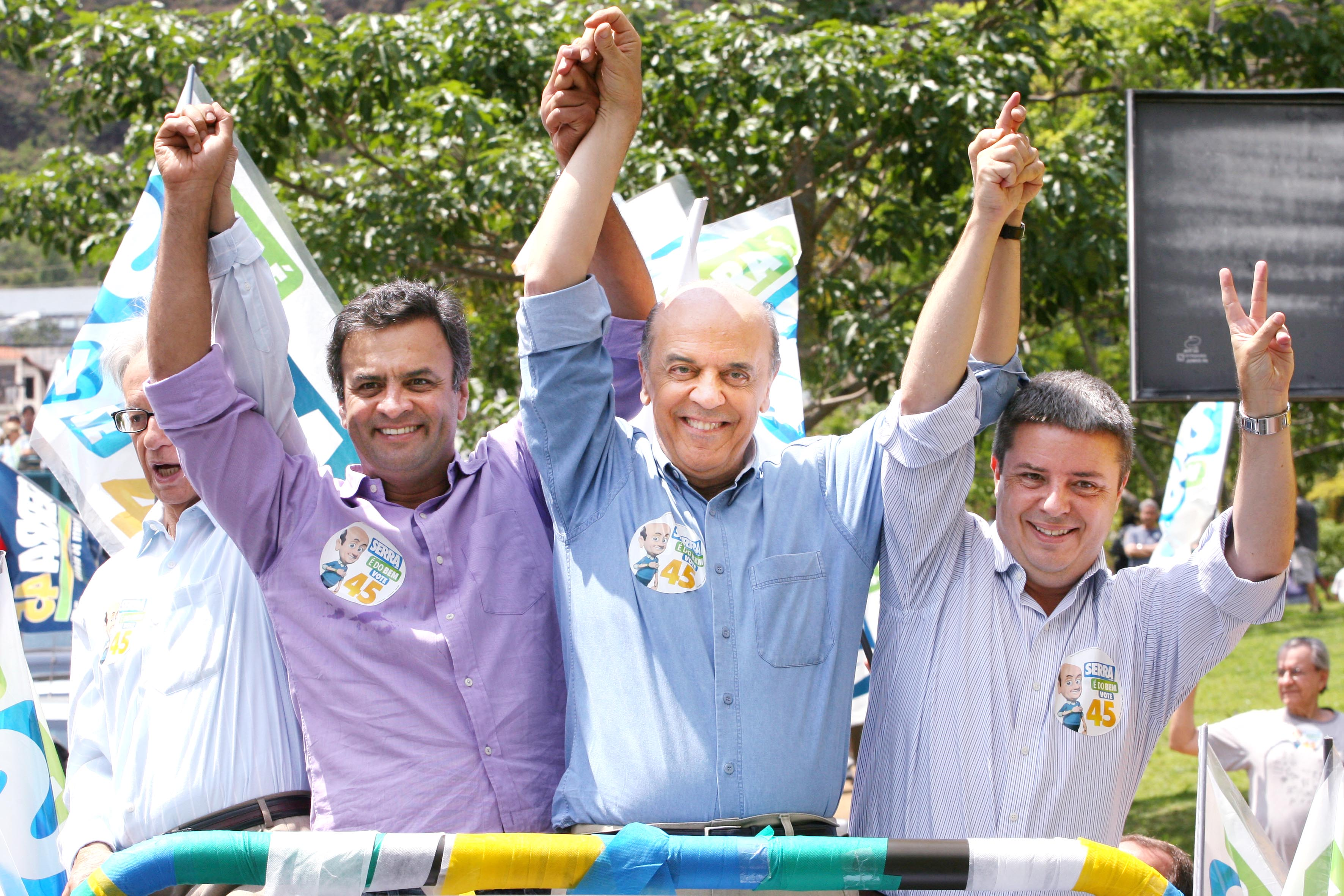
Neves junto con José Serra y a Antônio Anastasia durante la segunda ronda de las elecciones presidenciales del 2010.

Neves quería ser el candidato a la Presidencia de la República por su partido en las elecciones presidenciales del 2010. Según la revista Época, en 2009 el PMDB lo invitó a ser el candidato de Lula a la Presidencia. El gobernador de Río, Sergio Cabral, quería que eso ocurriera. Aécio prefirió esperar y no dejar su partido de inmediato, pues esperaba contar con su apoyo para ser candidato en lugar de José Serra.
Declaró que su prioridad en 2010 sería que su vicegobernador Antonio Anastasia fuera elegido su sucesor. Aécio negó en repetidas ocasiones la posibilidad de formar una candidatura encabezada por Serra. En noviembre del 2009, presentó sus propuestas por si lo seleccionaban como candidato del partido. Un mes más tarde, en la insistencia del PSDB a que Serra se posicionara como candidato, decidió que se lanzaría al Senado en las elecciones del 2010.
Durante la campaña electoral, asistió a eventos y apoyo en la campaña para Serra.

### Presidente Nacional del PSDB
En 18 de mayo de 2013, fue elegido presidente nacional del PSDB, reemplazando al diputado federal Sergio Guerra. La Convención que lo eligió a él, con el 97,3% de los votos, fue una de los mayores grandes en la historia del partido, con más de 4.000 participantes. Como presidente del Partido, fue el protagonista del programa partidario del PSDB emitido en septiembre de 2013, en el cual habló acerca de la inflación, de los problemas de infraestructura y obras sin terminar, además de las manifestaciones populares de 2013.

### Campaña presidencial de 2014
En diciembre del 2012, el expresidente Fernando Henrique Cardoso apoyó a Neves como candidato del PSDB la Presidencia de 2014. Como en las elecciones del 2010, Serra y él hicieron una batalla interna por el apoyo del PSDB para sus candidaturas a Presidente, en la que Neves se impuso en diciembre del 2013.
El 5 de octubre superó la primera ronda electoral con el 33,55 % de los votos, por detrás de la candidata-presidenta Dilma Rousseff, que obtuvo el 41,59 % de los sufragios, y por delante de Marina Silva, con el 21,32 %. Neves ganó en estados del sur y del centro del país: Goiás, Mato Grosso, Mato Grosso do Sul, Distrito Federal, Espírito Santo, São Paulo y Paraná, y logró también una votación superior al 50 % en Santa Catarina. También terminó en primer lugar en el estado norteño de Roraima.
Se enfrentó a Rousseff en la segunda vuelta el 26 de octubre, y perdió con el 48,36 %, ante el 51,64 % de su contendora.

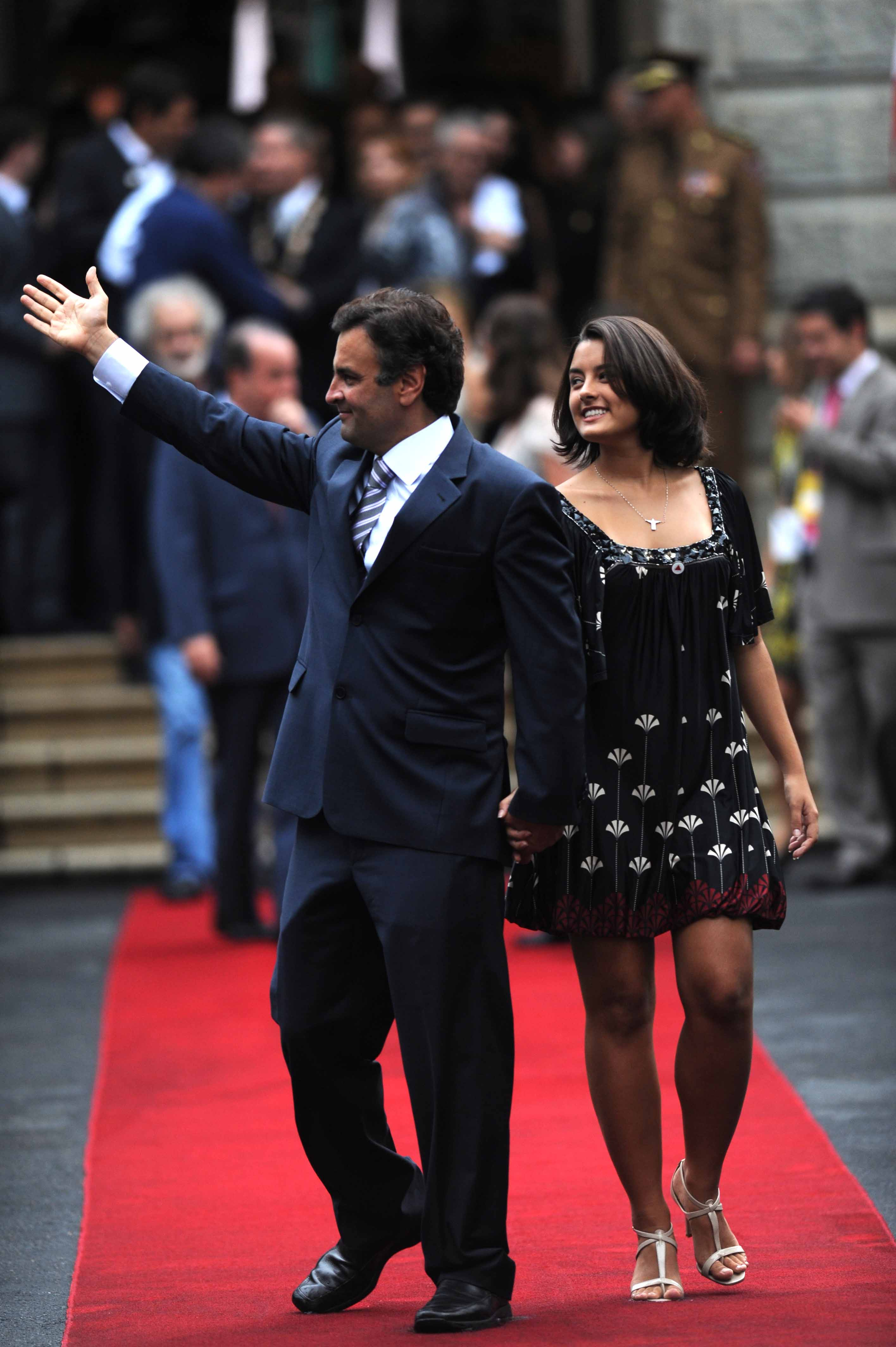
Neves y su hija Gabriela.

## Vida personal
Estuvo casado con la abogada Andrea Falcão entre 1991 y 1998, con quien tuvo una hija: Gabriela Hawk Neves, nacida en 1991.
Está casado con Leticia Weber desde el 9 de octubre de 2013. El 17 de enero de 2014 anunció que está embarazada.
Él ha dicho que sus bandas favoritas son los Rolling Stones y Crosby, Stills, Nash & Young. El único músico brasileño en sus favoritos es el cantante Renato Teixeira.

### Premios y reconocimientos
Desde 2007, ha sido considerado por la revista Época como uno de los 100 brasileños más influyentes. Como diputado federal y senador, Aécio ha sido elegido uno de los "Cabezas del Congreso", un listado producido por el Departamento Sindical de Asesoría Parlamentaria (Diap). El 29 de octubre de 2013 recibió la Medalla Ulysses Guimarães y el 13 de noviembre de 2008 la Legión de Honor en Francia.